# Panalpina
Panalpina Welltransport (SIX : PWTN) était une entreprise suisse de logistique et de transports internationaux.

## Histoire
Dans la première moitié du XXe siècle, avec l'intensification de l'activité industrielle sur le Rhin et la mise en place des réseaux transatlantiques, les opérations de fusion-acquisition caractérisent les premières décennies de l'entreprise. En 1954, l'entreprise adopte le nom Alpina, puis Panalpina en 1960. Le nom est une référence à la conquête des Alpes par l'industrie du transport.
Pendant les années 1950-1960, l'entreprise croît rapidement et se déploie sur les cinq continents. Dans les années 1970, Panalpina développe ses connexions aériennes avec les États-Unis (création de Air Sea Broker AG) et s'appuie sur le boom pétrolier nigérian pour se développer en Afrique de l'Ouest. Panalpina rachète la société américaine J.P. Harle Group pour développer davantage ses activités sur les solutions logistiques autour des exploitations pétrolières. Dès 1969, la fondation Ernst Goehner entre dans le capital de Panalpina (40 %), pour en devenir 20 ans plus tard l'unique actionnaire.
Dans les années 1980 et 1990, Panalpina poursuit le développement de ses solutions logistiques air-mer sur tous les continents.
En 2001, Panalpina s'allie avec Schenker pour mettre en place une nouvelle génération de livraison où les solutions logistiques s'adaptent en temps réel aux commandes effectuées sur internet. Cette solution est déployée pour Hewlett-Packard et concerne l'acheminement de biens produits en Asie et livrés en Europe.
En 2004, la Chine accorde une licence A à Panalpina, ce qui lui permet de déployer sa propre organisation opérationnelle dans le pays. La même année, Panalpina rachète l'Écossais Grampian International et le sud-Coréen International Aero-Sea Forwarders. En 2005, Panalpina rachète Janco Oilfield Services (Singapour) et Norwegian Overseas Shipping Group (Norvège).
Panalpina est indexé au SIX Swiss Exchange depuis le 22 septembre 2005.
En janvier 2006, le CEO du groupe, Bruno Sidler, donne sa démission à la suite de la mauvaise conduite de l'un de ses manageurs qui maquillait les pertes de certaines filiales depuis des années. Le président du CA Gerhard Fischer a assuré l'interim.
En 2008, la justice américaine enquête sur des soupçons de corruption des douanes nigérianes par Panalpina. En 2009, la Worldwide Premier Logistics Solution (Nig) Ltd, une société 100 % nigériane, rachète 100 % des opérations de Panalpina Nigéria au groupe suisse.
En janvier 2019, DSV annonce lancer une offre d'acquisition sur Panalpina pour 4,1 milliards de dollars. Offre refusée dans un premier temps par l’actionnaire principal notamment, la fondation Ernst Goehner propriétaire de 43% des parts de l’entreprise. En avril 2019, DSV augmente son offre à 4,6 milliards de dollars, avec l'appui de près de 70% de l’actionnariat de Panalpina. Elle devrait être acceptée lors de la prochaine assemblée générale et entérinée après validation par les autorités suisse courant de cette année.

## Activités
Aujourd'hui, les opérations du groupe s'effectuent sur tous les continents.
Panalpina propose des services dans les domaines suivants :
- Transports aériens
- Transports maritimes
- Logistiques
- Solutions énergétiques

## Actionnaires
Liste des principaux actionnaires au 11 novembre 2019:
| DSV Panalpina                       | 12 112 500 | 51,0% |
| Cevian Capital                      | 2 915 802  | 12,3% |
| Artisan Partners                    | 2 822 337  | 11,9% |
| Capital Research & Management WI    | 1 284 252  | 5,41% |
| Fidelity Management & Research      | 1 240 759  | 5,22% |
| Janus Capital Management            | 871 592    | 3,67% |
| Ernst Göhner (fondation)            | 712 263    | 3,00% |
| PSquared Asset Management           | 710 125    | 2,99% |
| Davidson Kempner Capital Management | 691 418    | 2,91% |
| Invesco Advisers                    | 646 852    | 2,72% |